# Rhön-Bergrennen

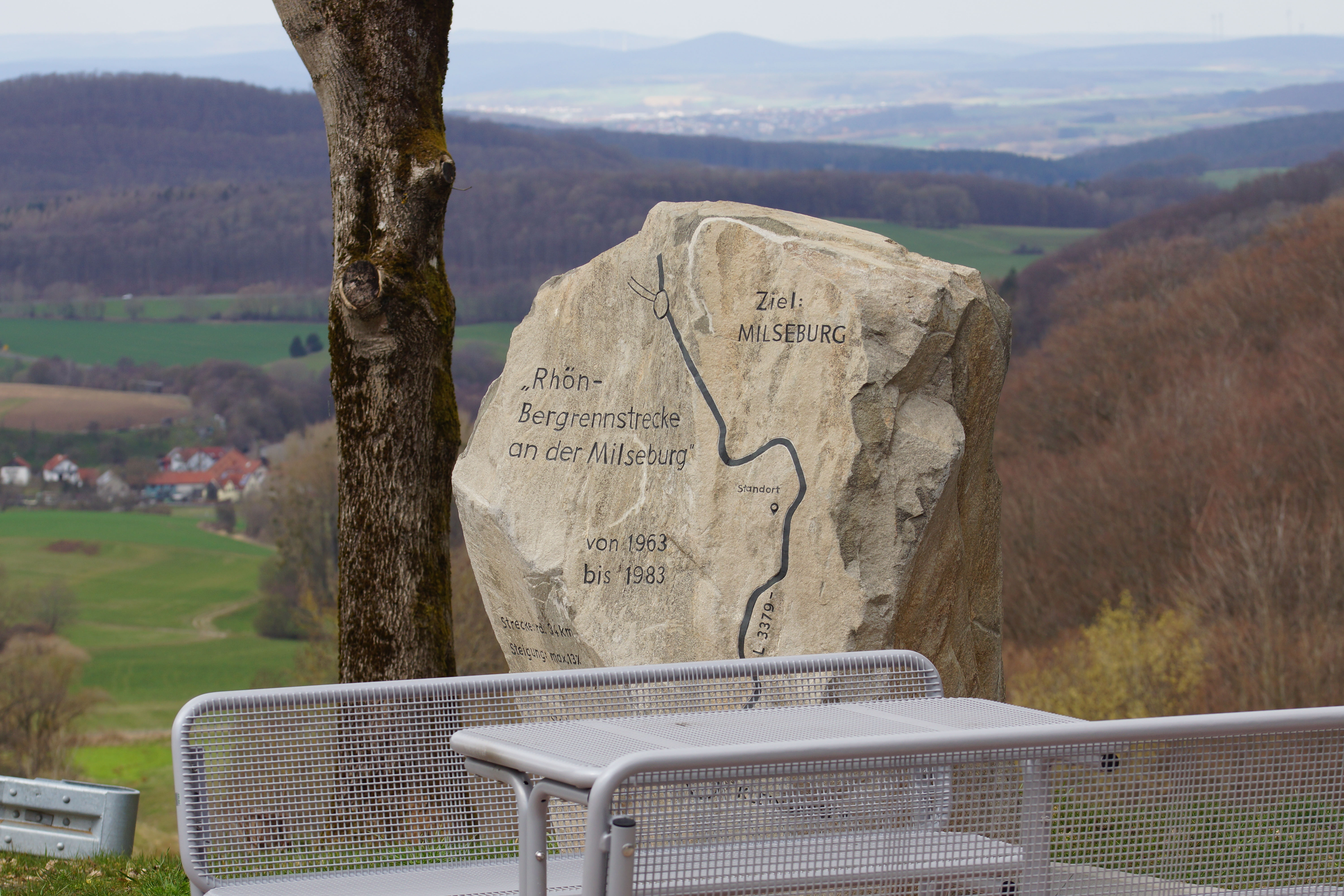
Der 2020 aufgestellte Gedenkstein an das Rhönbergrennen an der L 3379 unterhalb der Milseburg nahe Kleinsassen in der Gemeinde Hofbieber

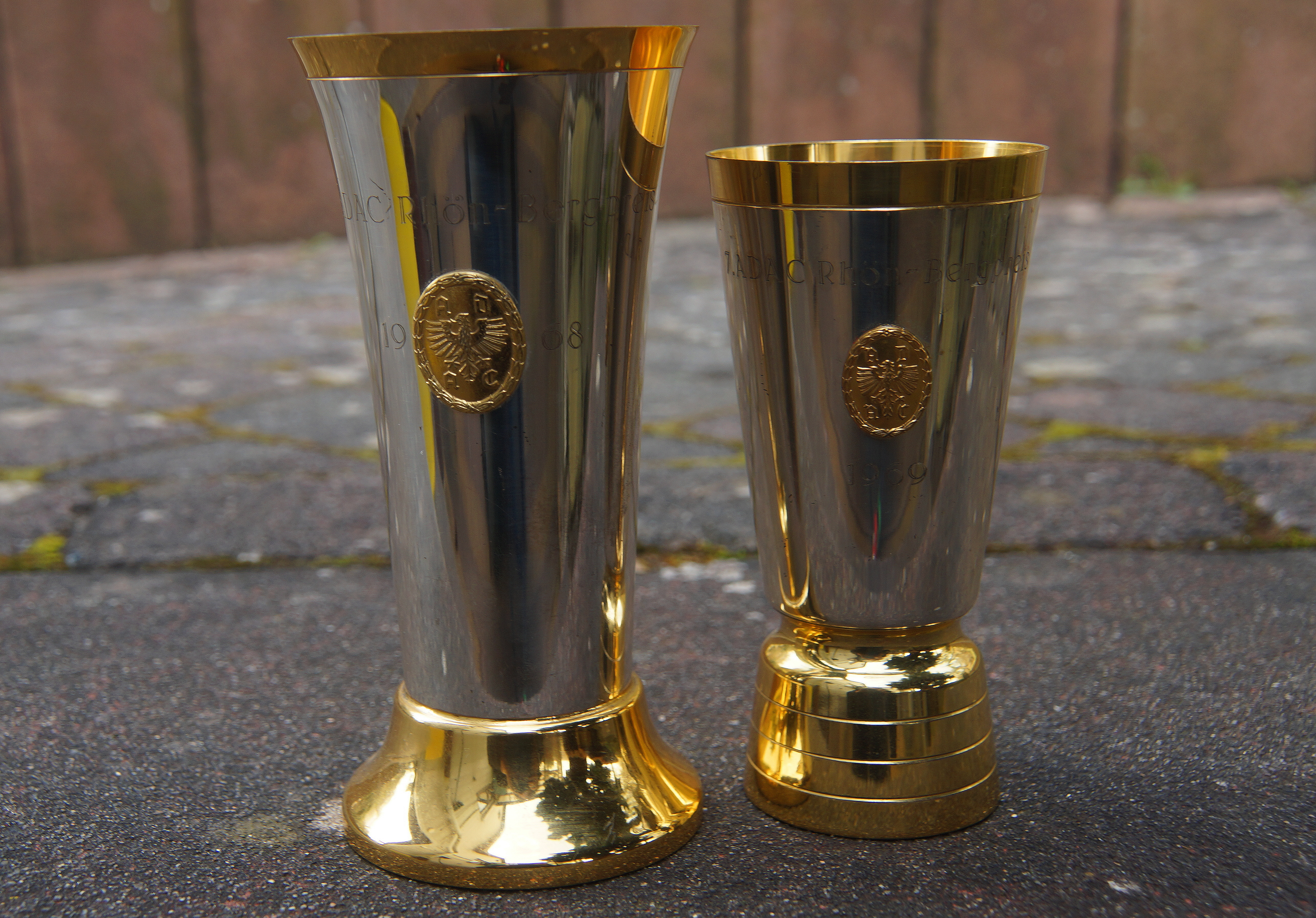
Pokale von den Rennen 1968 und 1969

Das Rhön-Bergrennen, auch Rhön-Bergcup oder Milseburgbergrennen, war ein Bergrennen, das mit Unterbrechungen zwischen 1963 und 1983 auf der L 3379 unterhalb der Milseburg ausgetragen wurde. Das Rennen war zwischenzeitlich eine bedeutende Veranstaltung im Bergsport und u. a. ein Europameisterschaftslauf der FIM.
Das Rennen ging über eine Strecke von 3,4 Kilometern. Es startete anfangs in Kleinsassen und später in Schackau (dort noch auf der L 3330), beides seit der Gebietsreform Ortsteile von Hofbieber. Endpunkt war der Parkplatz in Danzwiesen unterhalb der Milseburg. In verschiedenen Klassen starteten Autos, Motorräder und Gespanne. Es wurde immer einzeln gestartet und auf Zeit gefahren. Einer der bekanntesten Teilnehmer war der ehemalige Weltmeister Willi Faust. Veranstalter war der Fuldaer Automobilclub im ADAC.
Im Jahr 1963 starteten beim ersten Rennen 58 Autos verschiedener Klassen. Die Starterzahl erhöhte sich bei späteren Rennen, als auch Motorräder einschließlich solcher mit Seitenwagen zugelassen wurden, auf bis zu 400. Damals galt die dabei gefahrene „Folge von Serpentinen als eine der schönsten Strecken für Bergrennen in der Republik“. In den 1960er Jahren kamen immer zwischen 5000 und 7000 Zuschauer, die das Rennen in den engen Kurven, bei dem es auch immer wieder dazu kam, dass Teilnehmer von der Fahrbahn abkamen, beobachteten. 
Das Rennen wurde 1969 wegen des schlechten Fahrbahnzustands der Strecke aus Sicherheitsgründen zunächst eingestellt. Nach einer Fahrbahnsanierung wurde 1971 der Rennbetrieb wieder aufgenommen. 1979 starteten 100 Fahrer, 1980 dann 140. Die Zuschauerzahlen gingen allerdings stark zurück, von 4000 im Jahr 1980 auf nur noch 2300 ein Jahr später. Der Veranstalter konnte damit die Kosten nicht mehr decken; das Rennen fiel 1982 aus. Im Jahre 1983 fand es ein letztes Mal statt als Lauf in der FIM-Europa-Bergmeisterschaft. Bei dieser letzten Veranstaltung kamen 10.000 Zuschauer.
Im Rahmen einer erneuten Fahrbahnerneuerung wurde im Jahr 2020 ein Gedenkstein an das Rennen auf einem Parkplatz am Rande der Strecke aufgestellt.